# Pawia Wyspa
Pawia Wyspa (niem. Pfaueninsel) – wyspa na Haweli w południowo-zachodnim Berlinie (dzielnica Steglitz-Zehlendorf). W XVIII w. Fryderyk Wilhelm II wzniósł na wyspie romantyczny pałac (maison de plaisance) otoczony parkiem (ok. 67 ha) projektu Petera Josepha Lennégo.
W 1990 Pawia Wyspa, jako jeden z kompleksów parkowo-pałacowych w Berlinie została wpisana na listę światowego dziedzictwa UNESCO.
Obecnie o pielęgnację i restaurację historycznych budowli oraz parku na wyspie troszczy się Fundacja Pruskie Pałace i Ogrody Berlin-Brandenburg (niem. Stiftung Preußische Schlösser und Gärten Berlin-Brandenburg).

## Historia

### Pierwsze osadnictwo
W maju 1843 w trakcie prac budowlanych na wyspie odkryto ozdoby z epoki brązu (bransolety oraz zapinki do włosów). Na jej północnym krańcu odnaleziono ślady osady słowiańskiej.

### Nazwa
W drugiej poł. XVII w. założono na wyspie hodowlę królików (tzw. Canienengarten), a w miejscu obecnego pałacu stanął dom łowczego. 800 królików zapewniało wpływy do kasy książęcej w wysokości 200 talarów rocznie. Z tego okresu pochodzi nazwa Ostrów Króliczy (niem. Kaninchenwerder), jedna z nieoficjalnych nazw wyspy. Inne nazwy występujące w dokumentach to: Ostrów Pawi (niem. Pauwerder lub Pfau-Werder) oraz Pod Pawiami (niem. Zu den Pfauen), chociaż wtedy na wyspie nie było jeszcze żadnych pawi, które sprowadzono w okresie późniejszym. Nazwa Pawia Wyspa (niem. Pfauinsel) jest w użyciu od 1795.

### Działalność alchemiczna

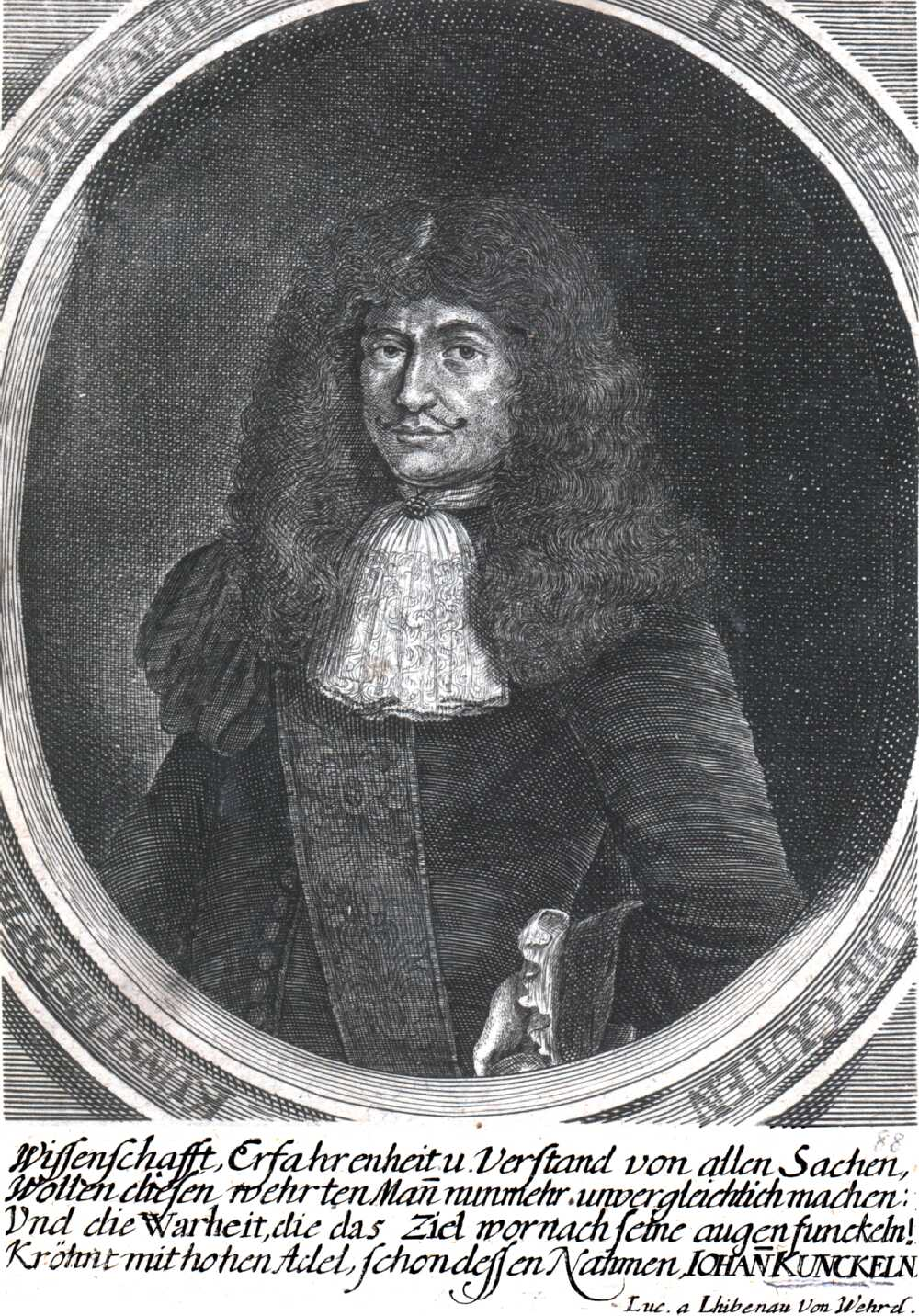
Johann Kunckel

W 1685 Fryderyk Wilhelm I zwany Wielkim Elektorem podarował wyspę Johannowi Kunckelowi, alchemikowi i producentowi szkła. Kunckel, pracując na zlecenie władcy, poprawił konkurencyjność brandenburskiego przemysłu szklarskiego. Elektor ufał, że Kunckelowi uda się postawić na nogi gospodarkę kraju, która znacznie ucierpiała podczas wojny trzydziestoletniej. Ponadto władca był zainteresowany eksperymentami z ogniem i szkłem, a także produkcją eliksirów. Wprowadził zakaz wstępu na wyspę pod groźbą kary. Sam często tu bywał obserwując postępy Kunckela i nawet przeprowadzał eksperymenty. Efekty ich działalności alchemicznej w postaci ostrych zapachów i ciemnych oparów unoszących się znad wyspy, przyczyniły się do rozprzestrzeniania plotek na temat uprawianej tam czarnej magii i produkcji złota.
W 1689 budynki huty szkła oraz laboratorium doszczętnie spłonęły, co doprowadziło Kunckela do bankructwa. Wcześniej syn Wielkiego Elektora, Fryderyk III (późniejszy król Fryderyk I), zaprzestał finansowania prac Kunckela, a nawet nakazał spłatę 8000 talarów, z powodu niewykonania zobowiązań. W 1692 Kunckel udał się do Szwecji, gdzie doceniono jego umiejętności i gdzie cieszył się tak wielkim uznaniem, że król Karol XI nadał mu tytuł szlachecki.

### Lata 1689–1840

#### Fryderyk Wilhelm II

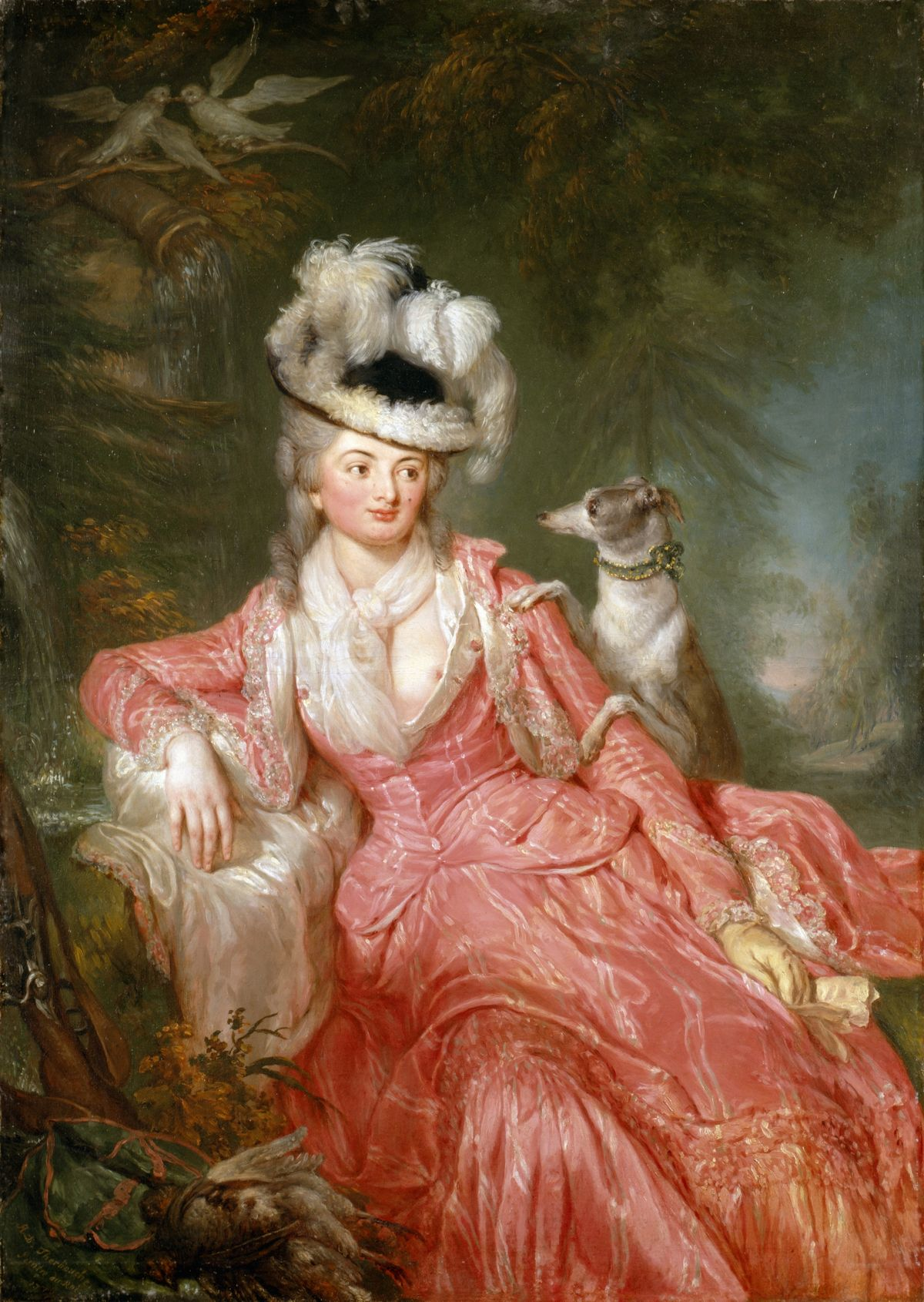
Wilhelmina Encke, później von Lichtenau, portret Anny Therbusch, 1776

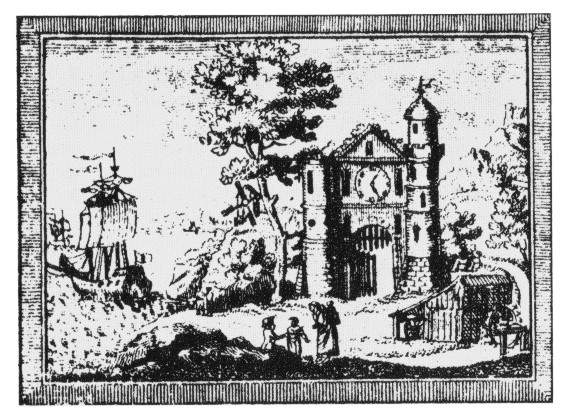
Angielska tablica z przedstawieniem ruiny pałacu z zegarem

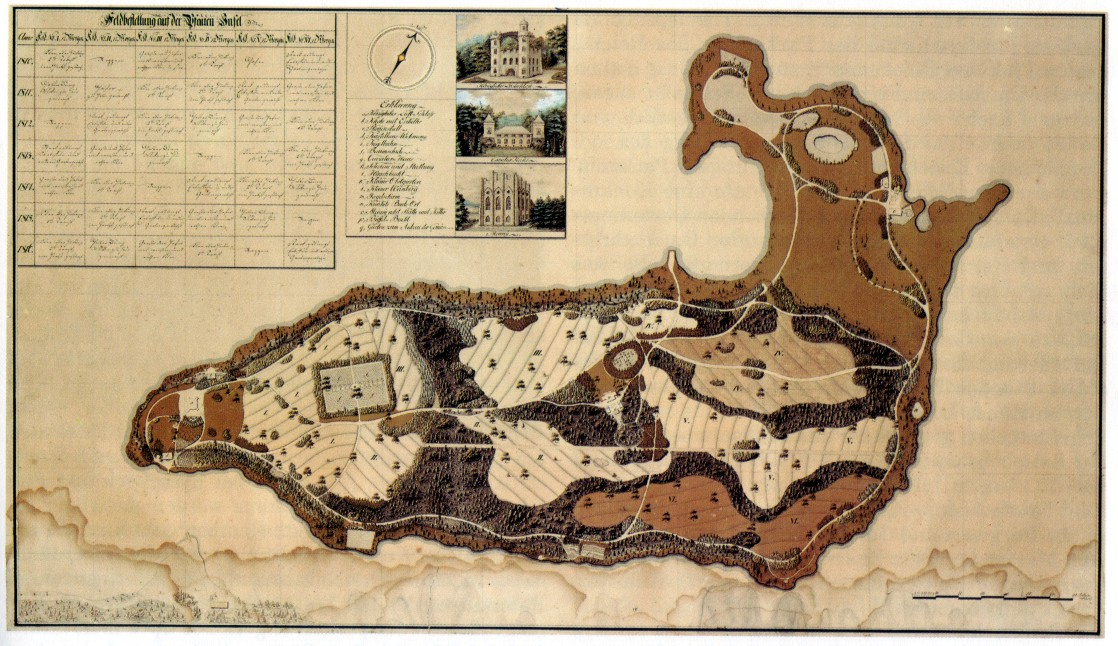
Mapa Pawiej Wyspy, J.A.F. Fintelmann, ok. 1810

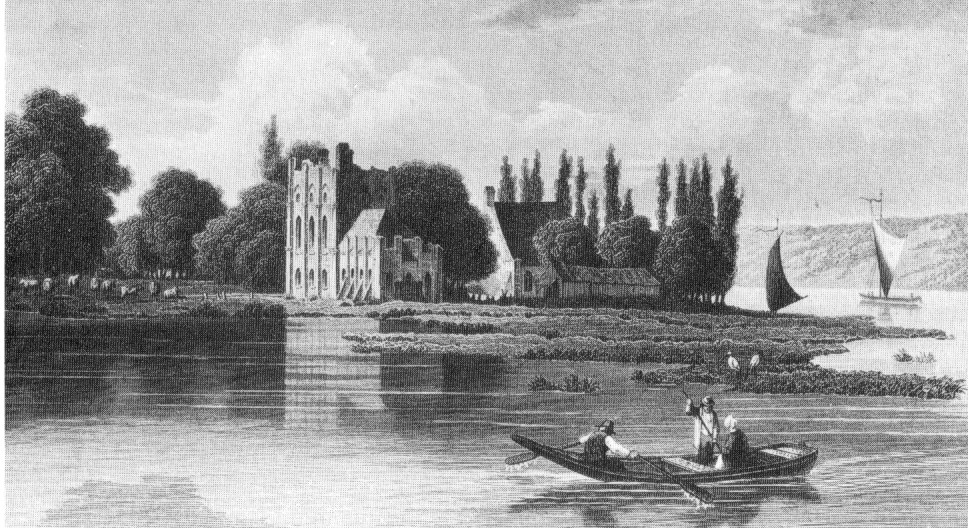
Mleczarnia, obraz Ludwiga Rohbocka, 1855

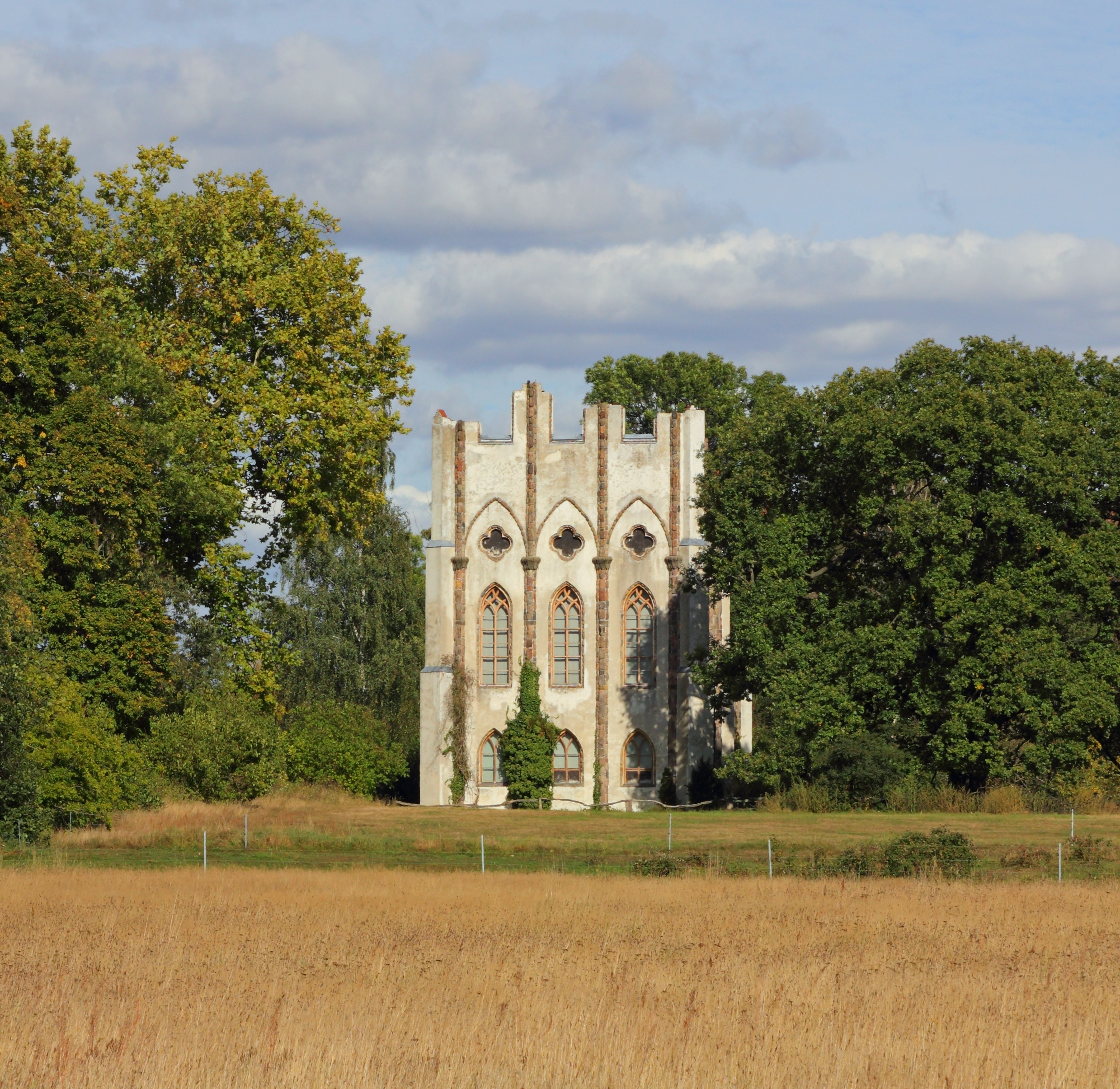
Mleczarnia

Wyspa przez ok. 100 lat pozostawała niezagospodarowana. Ponownie terenem tym zainteresował się król Fryderyk Wilhelm II, bratanek i następca Fryderyka Wielkiego. Już jako dwudziestotrzyletni młodzieniec (Fryderyk poznał Wilhelminę w 1764 roku) wybierał się na romantyczne wypady na wyspę z Wilhelminą Encke, córką nadwornego trębacza. Wilhelmina stała się później oficjalną metresą króla. Urodziła Fryderykowi pięcioro dzieci, pierwsze w wieku piętnastu lat. Ich związek przetrwał wiele innych miłostek króla oraz jego dwa małżeństwa zawarte z powodów politycznych i trwał aż do jego śmierci w 1797. W 1796 Fryderyk zdążył nadać kochance tytuł hrabiny von Lichtenau.

W 1793 r. król planował rozbudowanie Nowego Ogrodu. Stąd powstał pomysł zagospodarowania Pawiej Wyspy, która była dobrze widoczna z Poczdamu. 12 listopada 1793 król wydał rozkaz, w którym pisał: 

…do urzędu Bornstedt należy wyspa na Haweli, zwana Caninchenwerder, którą, z uwagi na jej położenie, pragnę przejąć osobiście w celu zagospodarowania.

 Szybko ułożono się z dotychczasowym właścicielem wyspy, która została przekazana królowi 24 listopada 1793, a prace budowlane rozpoczęto z początkiem 1794 r.
Na zachodnim krańcu wyspy wzniesiono pałac, który otoczył romantyczny park, a w części wschodniej postawiono budynek mleczarni (niem. Meierei). Mały, biały pałac umiejscowiono tak, by był jak najlepiej widoczny z brzegów Poczdamu. Pałac pełnił funkcję prywatnej rezydencji Fryderyka i Wilhelminy, która była bezpośrednio zaangażowana w urządzanie pałacowych wnętrz. W swojej pracy, Wilhelmina nie była wierna jednemu stylowi – powstały tak różne stylowo pokoje jak pokój w wieży udekorowany greckimi brązami czy pokój tahitański nawiązujący do krajobrazów mórz południowych. Pałac pozostawał nie zamieszkany od 1840. Oryginalne wyposażenie pałacu zachowało się do dziś.
Pawia Wyspa była idealnym miejscem do stworzenia odosobnionego romantycznego parku krajobrazowego – oferowała doskonałe warunki naturalne: oddzielona wodą, okolona pasem trzcin, miała bogaty drzewostan (m.in. 400 kilkusetletnich dębów). Projekt parku autorstwa Johanna Augusta Eyserbecka (1762–1801) koncentrował się na odpowiednim wykorzystaniu zalet wyspy i nadaniu bardziej romantycznego charakteru poprzez zabiegi architektoniczne, m.in. pałac oraz mleczarnia otrzymały formę ruin, jednocześnie były jednak zaprojektowane tak, by spełniać swoje pierwotne funkcje użytkowe. Pałac wzorowany był na „zrujnowanym domu rzymskim” a mleczarnia została wystylizowana na ruinę gotyckiego klasztoru. Po dziś dzień, na pierwszym piętrze mleczarni zachowała się bogato dekorowana sala w stylu gotyckim.
Do budowy drewnianego pałacu nie zatrudniono żadnego architekta, a i prace nie były nadzorowane ani przez dworski urząd budowlany w Poczdamie, ani też przez główny dworski urząd budowlany w Berlinie. Budową kierował Johann Gottlieb Brendel z Poczdamu, sprawujący funkcję nadwornego mistrza ciesielskiego. Pałac powstał na bazie szkiców króla Fryderyka Wilhelma II, otrzymał dwie wieże, pomiędzy którymi rozpięto charakterystyczny pomost. Nie wiadomo jednak co było inspiracją dla projektów królewskich. Jednakże w jednym z magazynów popularnych w owym czasie zamieszczono ilustrację przedstawiającą tzw. angielską tablicę, dekorację ścienną, na której widniał obraz pałacu z zegarem, podobny do tego na Pawiej Wyspie. Ponadto w bibliotece królewskiej znajdował się obraz włoskiej wyspy Capri z podobnym motywem architektonicznym.
Na wyspie wybudowano dwie przystanie, jedną dla rodziny królewskiej, a drugą dla gości i ruchu towarowego. W pobliżu pałacu i mleczarni postawiono również budynek kuchni, spiżarnię w formie piramidy dla produktów łatwo się psujących, dom kasztelana i kręgielnię. Ponadto założono hodowlę pawi, które sprowadzono z posiadłości Sacrow.
Kiedy w 1797 budowa została ukończona, schorowany król zmarł. Wilhelmina została oskarżona o nieuzasadnione wzbogacenie się, później uniewinniona, jednak przez długi czas musiała zmagać się z ostracyzmem społecznym.

#### Fryderyk Wilhelm III

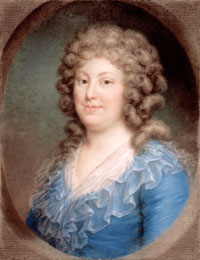
Fryderyka Luiza Hessen-Darmstadt, portret Josefa Friedrichs Augusta Darbesa, ok. 1800

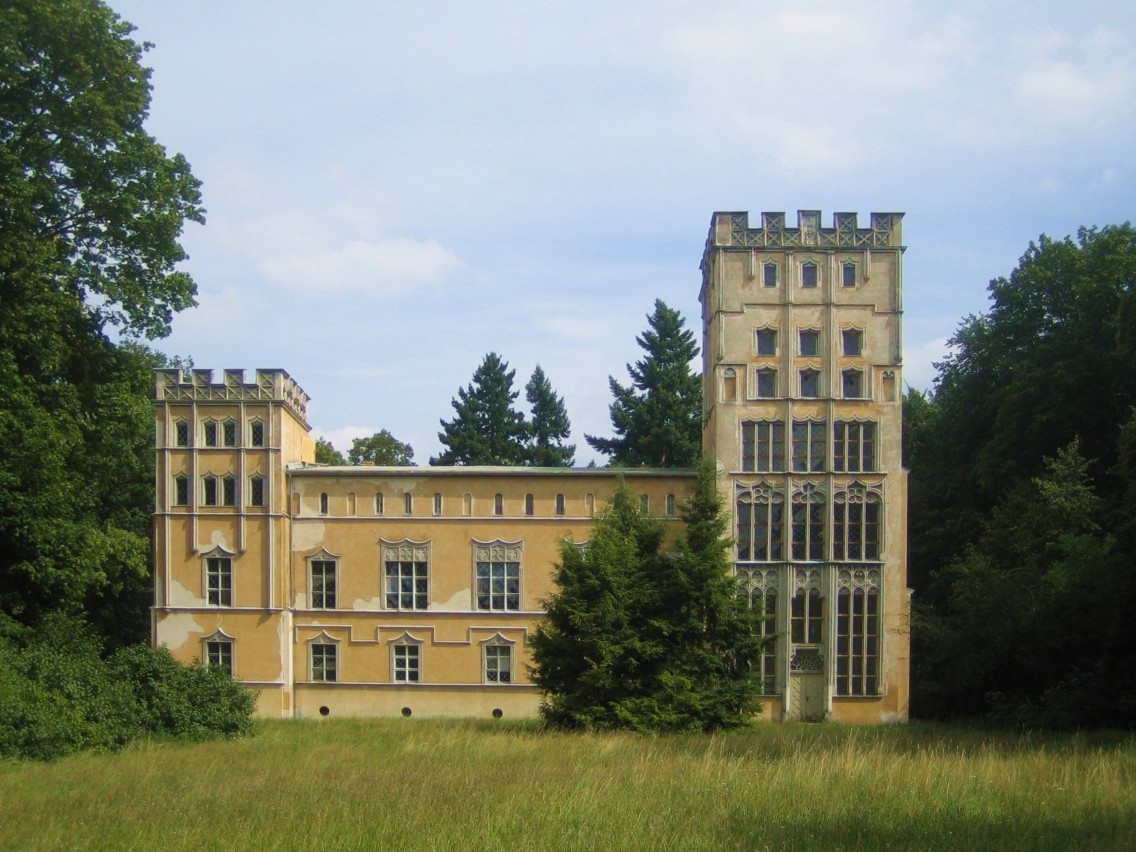
Dom Rycerski

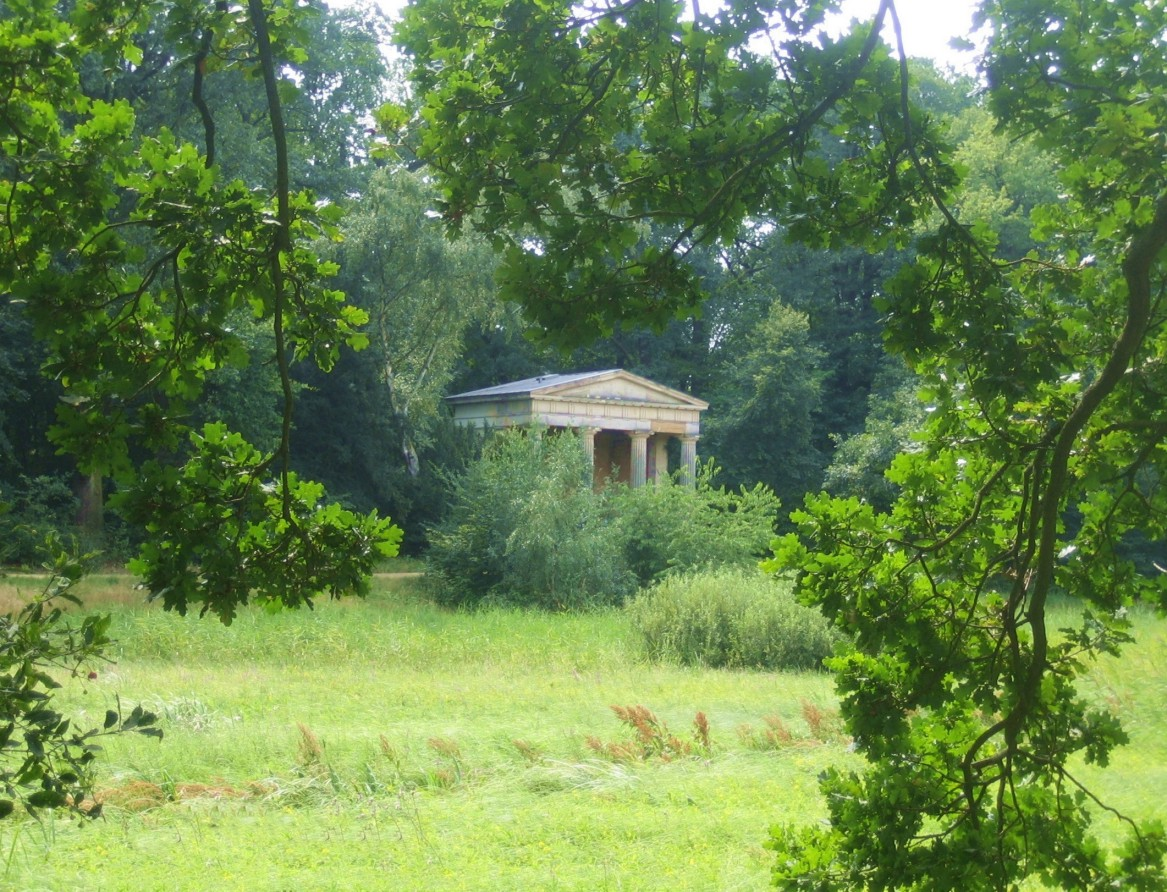
Portyk ku czci królowej Luizy

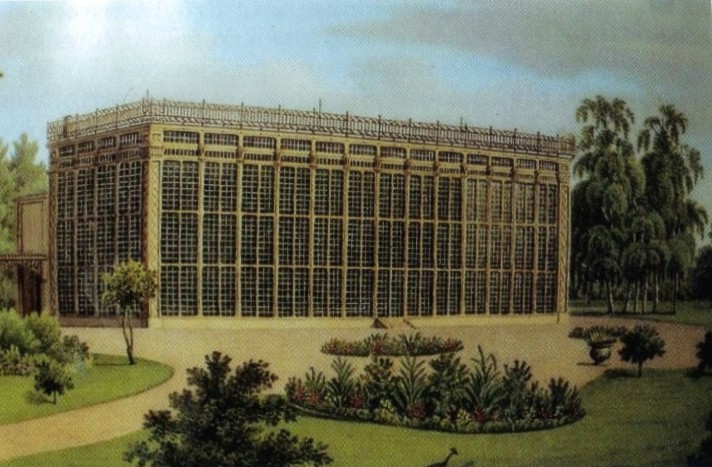
Palmiarnia na Pawiej Wyspie, malunek na wazonie z ok. 1836

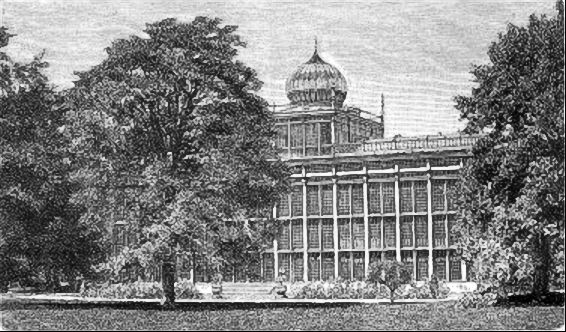
Palmiarnia z kopułą w stylu indyjskim, anonimowy obraz z ok. 1880

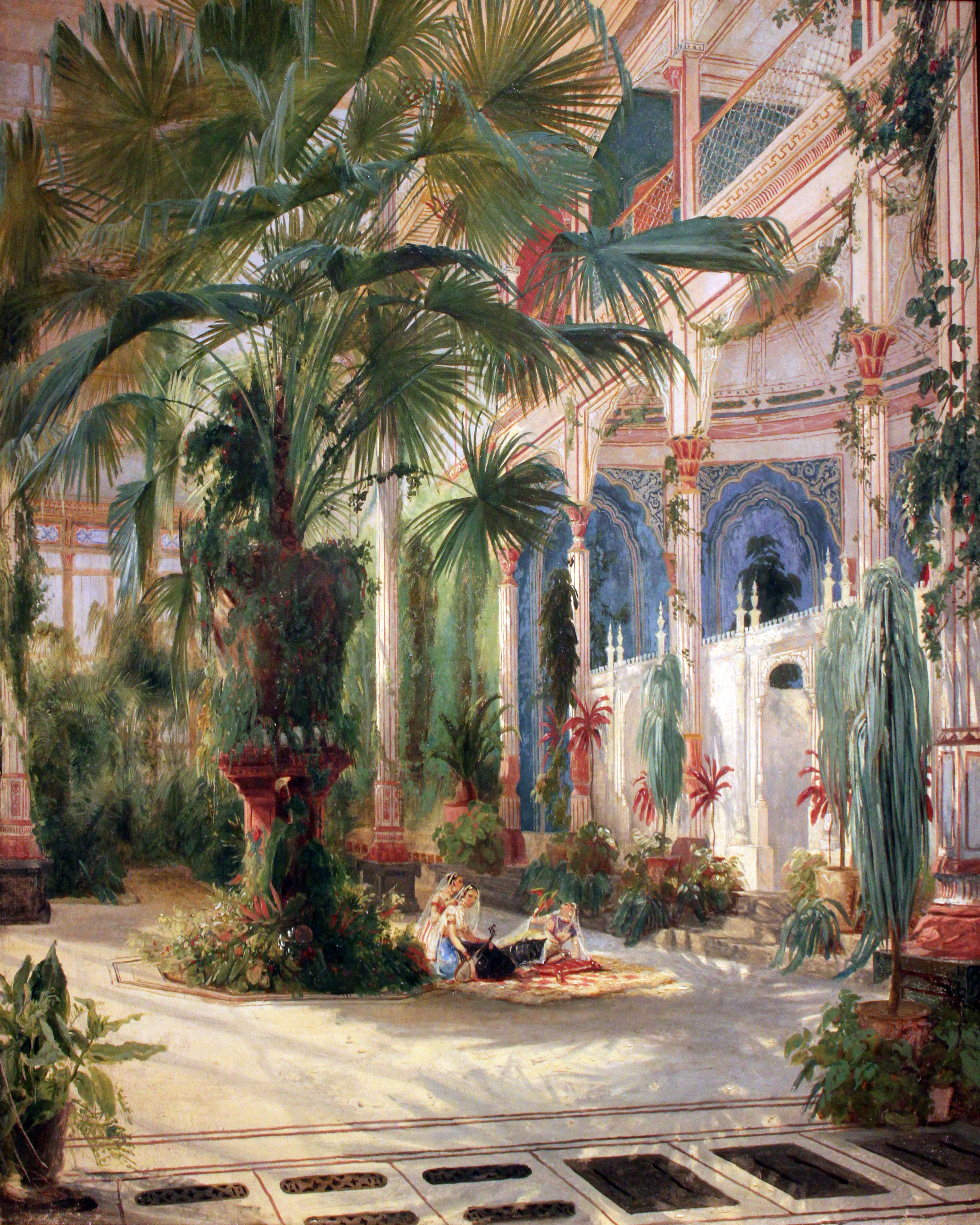
Palmiarnia na Pawiej Wyspie, Carl Blechen, 1832–34

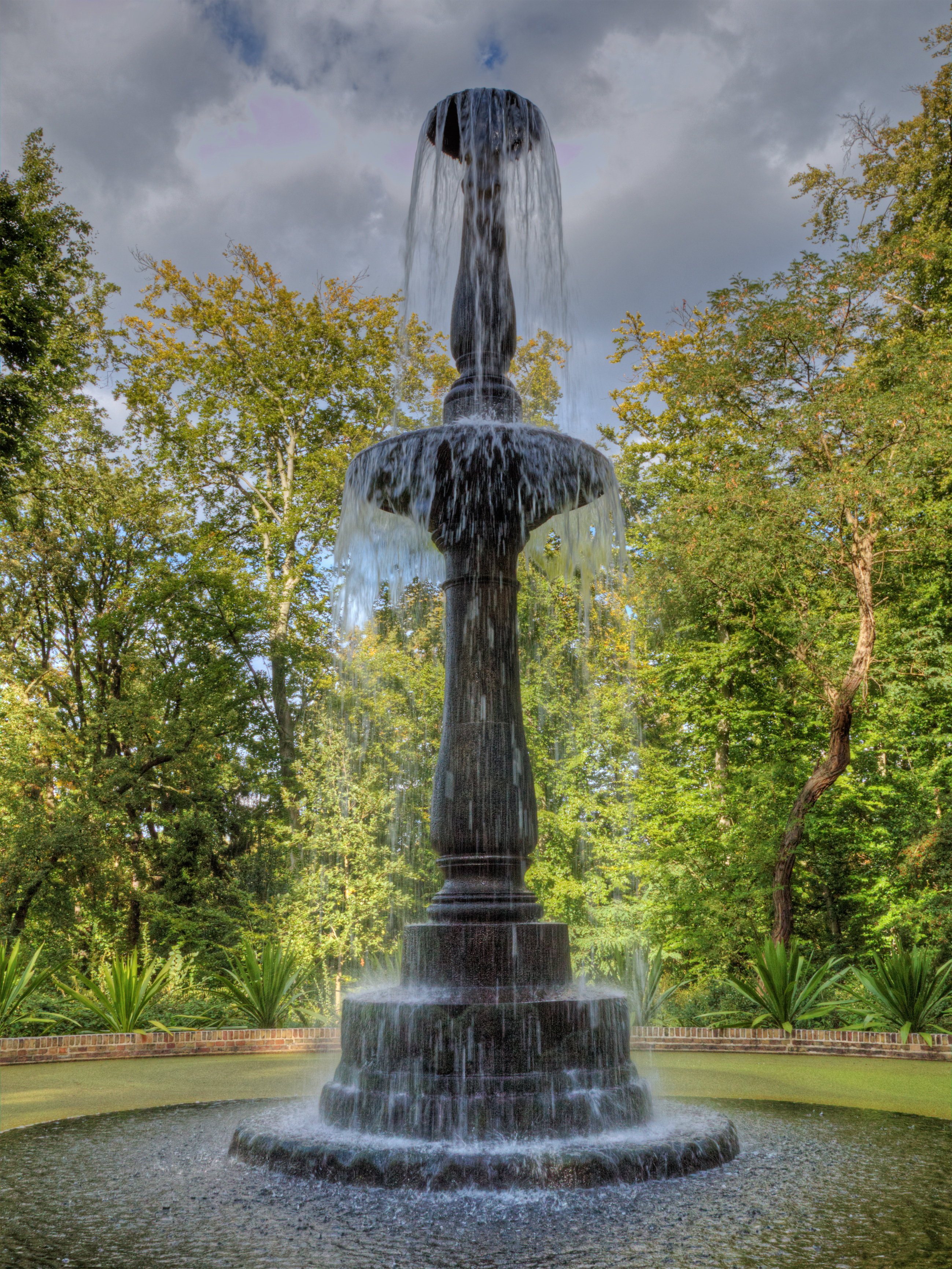
Fontanna Martina Friedricha Rabesa, 1824

Król Fryderyk Wilhelm III wraz ze swoją uwielbianą przez społeczeństwo małżonką królową Luizą przebywali na Pawiej Wyspie w okresach letnich. Jednak Luizie pałac nie przypadł do gustu – mówiła o: 

ciasnym, pawim domostwie, gdzie żaden zamek nie chronił przed włamaniem, gdzie, jak powszechnie wiadomo, mury były z papieru…

 Królowa preferowała położony w pobliżu pałac Paretz.
W 1810 Luiza zmarła wskutek powikłań po przebytym tyfusie. Fryderyk Wilhelm III po trudach wojen z Napoleonem i wyczerpujących obradach kongresu wiedeńskiego powrócił na Pawią Wyspę, która przypominała mu o szczęśliwych czasach sprzed wojen.
Od 1804 ogrodnikiem dworskim na wyspie był Ferdinand Fintelmann, który w okresie okupacji Prus przez wojska napoleońskie, kiedy to zaczęło brakować produktów żywnościowych, zagospodarował znaczne obszary wyspy pod uprawę zbóż i warzyw. Nie usuwał przy tym starych dębów, lecz wkomponował je w powierzchnie użytkowane rolniczo. Był to przykład realizacji angielskiej idei „pięknego gospodarstwa” (tzw. ferme ornée), harmonijnego kształtowania krajobrazu gospodarstwa rolnego.
W latach 1824–1826 Karl Friedrich Schinkel rozbudował postawiony w 1803–1804 neogotycki dom rycerski (niem. Kavaliershaus). Dom otrzymał wtedy nowe skrzydło utworzone z późnogotyckiej fasady gdańskiego Domu Schlieffów. W 1822 ówczesny właściciel kamienicy zdecydował się na rozbiórkę domu, przy czym fasada została po dokładnej inwentaryzacji osobno zdemontowana i za 300 talarów odprzedana anonimowemu nabywcy. Później okazało się, że był nim król pruski Fryderyk Wilhelm III. 287 elementów kamieniarki o łącznej wadze 3700 kg zostało przewiezionych barkami do Poczdamu.
W 1829 zbudowano portyk z piaskowca ku czci królowej Luizy, zaprojektowany najprawdopodobniej również przez Schinkela. Portyk ten stanowił oryginalnie fasadę mauzoleum królowej wzniesionego w 1810 w parku pałacu Charlottenburg. Mauzoleum otrzymało nową fasadę z bardziej trwałego materiału – granitu.

##### Menażeria
Już w trakcie letnich pobytów pary królewskiej, sprowadzono na wyspę kilka egzotycznych zwierząt. Zainteresowanie Fryderyka Wilhelma III egzotycznymi zwierzętami stopniowo rosło. W 1815 król zobaczył w Paryżu Jardin des Plantes (pol. ogród roślinny), który wbrew swojej nazwie miał więcej wspólnego z ogrodem zoologicznym niż botanicznym, i zażyczył sobie urządzenie podobnego ogrodu na Pawiej Wyspie.
W 1821 r. rozpoczęła się gruntowna przebudowa Pawiej Wyspy przez architekta krajobrazu Petera Josepha Lennégo. Koncept Lennégo przewidywał utworzenie dwóch sekcji architektoniczno-ogrodowych: zachodniej, złożonej z pałacu, rozarium i palmiarni oraz wschodniej z mleczarnią wtopioną w krajobraz typowo wiejski, przy czym zredukowano powierzchnię upraw na korzyść łąk. Ponieważ nowy ogród potrzebował systemu nawadniania, od 1822 zaczęto pompować wodę z Haweli do najwyższego punktu wyspy, by stamtąd rozprowadzać ją poprzez system glinianych rur.
Lenné skoncentrował zabudowania menażerii w środkowej części wyspy. W 1826 król otrzymał w prezencie od szwedzkiego monarchy stado reniferów, które przybyły do Brandenburgii pod opieką dwóch Lapończyków. W 1842 dokonano spisu inwentarza, w którym jednak nie ma śladu po reniferach. Wkrótce na wyspę przeniesiono bażantarnię z Nowego Ogrodu. Kolejno powstawały zagrody i zabudowania dla lam, małp, lwów oraz kangurów. Wzniesiono woliery dla ptaków, zagrodę dla jeleni oraz wybieg dla bizonów. Urządzono także zatokę dla bobrów i wybieg dla niedźwiedzi brunatnych. W 1832 powołano do życia administrację menażerii, która otrzymała pod opiekę 847 zwierząt.
Następca tronu Fryderyk Wilhelm IV nie podzielał zoologicznych zainteresowań ojca i w 1842 przekazał większość zwierząt nowo powstałemu Towarzystwu Zoologicznemu Berlin; zwierzęta trafiły do otwartego w 1844 ogrodu zoologicznego w Berlinie – pierwszego zoo na terenie Niemiec. Obecnie w środkowej części wyspy znajduje się jeszcze jedna woliera i staw dla ptactwa wodnego.

##### Związki z Rosją
Walka z Napoleonem zbliżyła Prusy do Rosji. Bliższe związki z Petersburgiem zostały przypieczętowane małżeństwem córki Fryderyka Wilhelma III Charlotty z późniejszym carem Rosji Mikołajem I w 1817. Na cześć księcia Mikołaja wybudowano w 1819 osiedle Nikolskoe na brzegu Haweli na wysokości Pawiej Wyspy, a w latach 1834–1837 wzniesiono cerkiew (obecnie ewangelicki kościół św. Piotra i Pawła). Architektura świątyni nie oddawała jednak stylu rosyjskiego, ponieważ jej budowniczowie: Friedrich August Stüler i Albert Dietrich Schadow czerpali inspiracje z ceglanej pruskiej architektury sakralnej Schinkela. Kopułę pokrytą dachem cebulastym, jedyny akcent rosyjski, wprowadzono na życzenie Schinkela.
Podczas odwiedzin rodziny carskiej w Prusach żeglowano na fregacie królewskiej, która cumowała przy Pawiej Wyspie. Dzieci zaś bawiły się na ogromnej zjeżdżalni wzorowanej na podobnym urządzeniu z Petersburga.

##### Palmiarnia
W latach 1829–1831 wybudowano na wyspie palmiarnię, do której zakupiono prywatną kolekcję palm z Paryża. Przeszklony budynek palmiarni ze126 indywidualnymi oknami zaprojektował Schinkel. Palmiarnia miała 34,5 m szerokości i 14 m wysokości. Wnętrza urządzono z wielkim rozmachem w stylu indyjskim. Palmiarnia otrzymała małą marmurową pagodę z Bengalu wraz z fontanną i stawem dla złotych rybek. Wewnątrz wystawiono m.in. palmy daktylowe, wachlarzowe palmy japońskie, liany, palmy sagowe, drzewa butelkowe, ananasy i bananowce, draceny, liczi chińskie oraz rozmaite egzotyczne rośliny użytkowe. Pośrodku budowli stanęła ogromna palma wachlarzowa, która rosła tak szybko, że wkrótce sięgnęła dachu. Żeby wygospodarować dla niej miejsce wybudowano najpierw kopułę w stylu indyjskim, co jednak nie wystarczyło na długo, więc później obniżono podłogę w miejscu gdzie stała donica z palmą.

W sąsiedztwie palmiarni posadzono wiele egzotycznych roślin, które nie wymagały ścisłych warunków cieplarnianych. Gustav Adolph Fintelmann pisał: 

…najpiękniejsze rośliny z najodleglejszych zakątków świata bujnie się razem rozwijają. Przy sprzyjającej pogodzie, szczególnie dobrze rosną: ryż, trzcina cukrowa i stare krzewy papirusa.

Po przeniesieniu menażerii do Berlina, palmiarnia stała się główną atrakcją wyspy. Już w 1821 pod nieobecność rodziny królewskiej wyspa była trzy razy w tygodniu udostępniania zwiedzającym (we wtorki, środy i czwartki).
W nocy z 18 na 19 maja 1880 w palmiarni wybuchł pożar. Pomimo szybkiej akcji straży pożarnej, drewniana konstrukcja budynku doszczętnie spłonęła. Płomienie pochłonęły też wszystkie rośliny. Niedługo potem planowano odbudowę, jednak nigdy do tego nie doszło. W 1882 teren po spalonym budynku wyrównano. Obecnie o dawnej palmiarni przypominają kamienne oznaczenia oraz rabaty obsadzone historycznymi roślinami doniczkowymi.

##### Ogród użytkowy
W 1821 r., wraz z początkiem prac Lennégo, zakupiono za 5000 talarów bogatą prywatną kolekcję róż. Pomiędzy pałacem a domem kasztelana urządzono rozarium, pierwszy ogród tego typu na terenie Prus. Po wielu latach intensywnej pielęgnacji w ogrodzie rosło 2000 krzewów róż reprezentujących 140 rozmaitych gatunków. Wraz z upływem czasu ogród został zapuszczony, odtworzono go dopiero w 1989.

Już w XIX w. Ferdinand Fintelmann, a później jego bratanek Gustav Adolph Fintelmann przeprowadzali pierwsze próby upraw roślin użytkowych, które opisywali w publikacjach Stowarzyszenia Promocji Sztuki Ogrodowej w Krajach Prus Królewskich (niem. Vereins zur Beförderung des Gartenbaus in den königlich preußischen Staaten). Ferdinand kultywował dwie, wtedy jeszcze rzadkie rośliny: hortensje i dalie (nazywane wówczas georginiami). Gustav Adolph Fintelmann pisał: 

Ogród stawał się coraz bogatszy, znany dzięki hodowli georginii, czyli dalii, które wysyłane były stąd nawet do Ameryki, skąd pochodzą i które w swoim czasie były najpiękniejsze z ówcześnie znanych.

 Polecał je również jako rośliny paszowe: 

Może roślina ta będzie w przyszłości stosowana przez rolników jako pasza, nawet jeśli jej bulwy nie mają aż tylu zalet co ziemniaki”.

Drugi Fintelmann poświęcił się hodowli rabarbaru. W jednym ze swoich artykułów przedstawił pięć różnych rodzajów rabarbaru jako mniej lub bardziej przydatne rośliny użytkowe. Opublikował również tekst o uprawie rabarbaru i jego zastosowaniu w gospodarce zamiast świeżych owoców (niem. „Die Kultur des Rhabarbers und seine Anwendung statt frischen Obstes in der Wirtschaft“), co było wtedy nowością.

##### Fregata „Royal Louise”

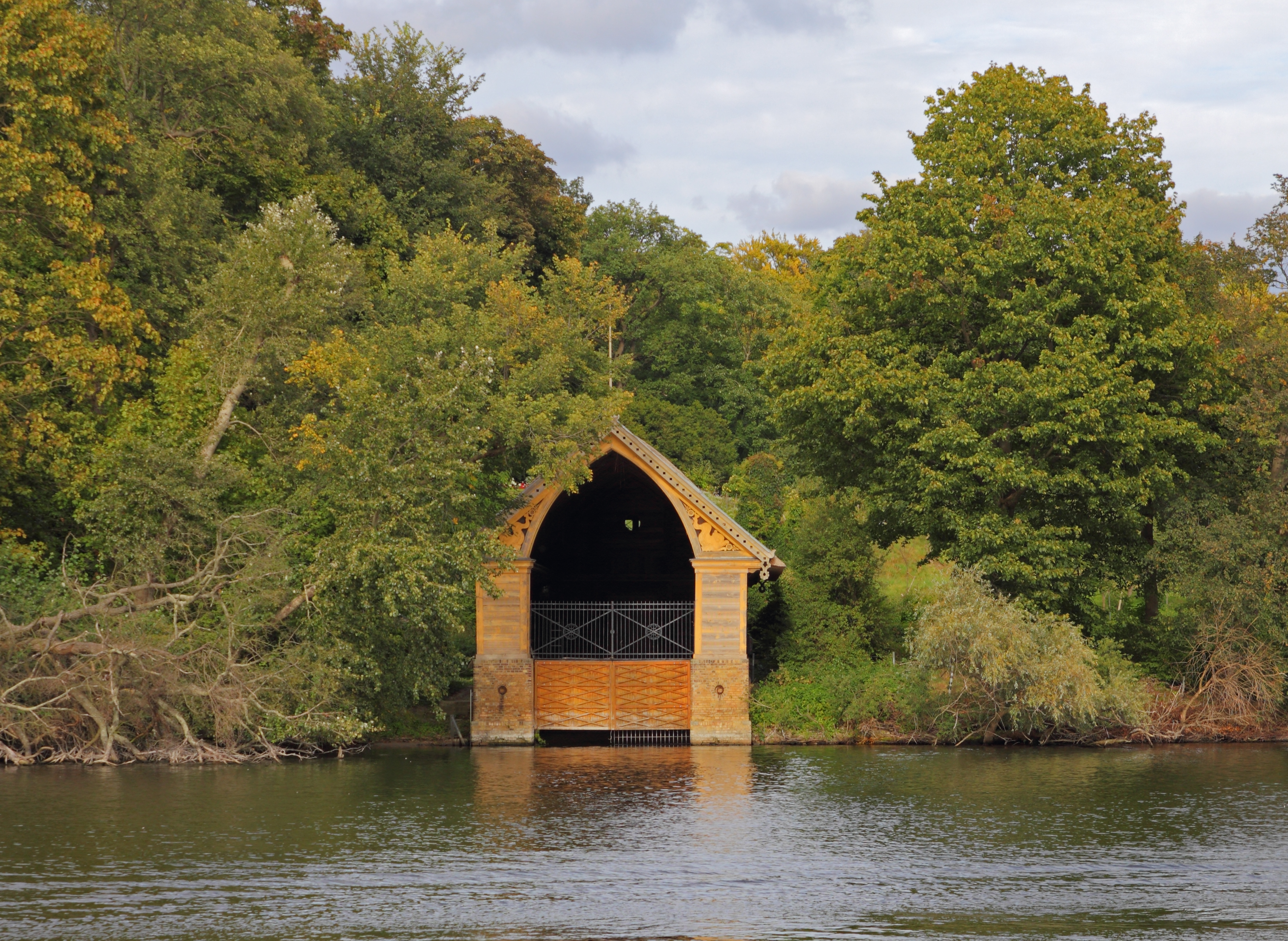
Fregattenschuppen

W 1833 roku Albert Dietrich Schadow wybudował na wschodnim brzegu wyspy pomieszczenie, tzw. Fregattenschuppen, dla królewskiej fregata – „Royal Louise”. Jednostka ta była pomniejszoną kopią pełnomorskiej fregaty i stanowiła prezent dla króla Fryderyka Wilhelma III od władcy Wielkiej Brytanii Wilhelma IV z okazji wspólnego zwycięstwa nad Napoleonem. Jej nazwa pochodziła od zmarłej w 1810 roku królowej Luizy. Zbudowano ją w 1831 w Stoczni Królewskiej (ang. Royal Dockyards) w Woolwich. W 1832 łódź znalazła się u wybrzeży Pawiej Wyspy. Od 1841 w okresie letnim cumowała w stacji żeglugowej nad jeziorem Jungfernsee pod Poczdamem niedaleko mostu Glienicke (pod koniec XIX wieku została przebudowana z inicjatywy cesarza niemieckiego Wilhelma II w norweskim stylu smoczym i nazwana Matrosenstation Kongsnæs), a zimą w szopie na Pawiej Wyspie, gdzie przetrwała I wojną światową.
Po abdykacji cesarza Wilhelma II przeszła na własność stowarzyszenia żeglarskiego Verein Seglerhaus am Wannsee na jeziorze Großer Wann. W 1926 kadłub łodzi przejęła szkoła rybołówstwa w Sacrowie i wystawiła go jako pomnik w Kilonii. Po zakończeniu II wojny światowej kadłub będący już w bardzo złym stanie technicznym został zniszczony na podstawie decyzji podjętej przez Sojuszniczą Radę Kontroli Niemiec.
Żaglowiec odtworzono w latach 1997–1999. Od 2004 pływa po wodach dolnej Haweli na odcinku pomiędzy Scharfe Lanke w Spandau a jeziorem Lehnitz koło Fahrland. Nowa fregata, podobnie jak jej poprzedniczka, zimuje w szopie dla łodzi na Pawiej Wyspie.

## Po 1840 roku

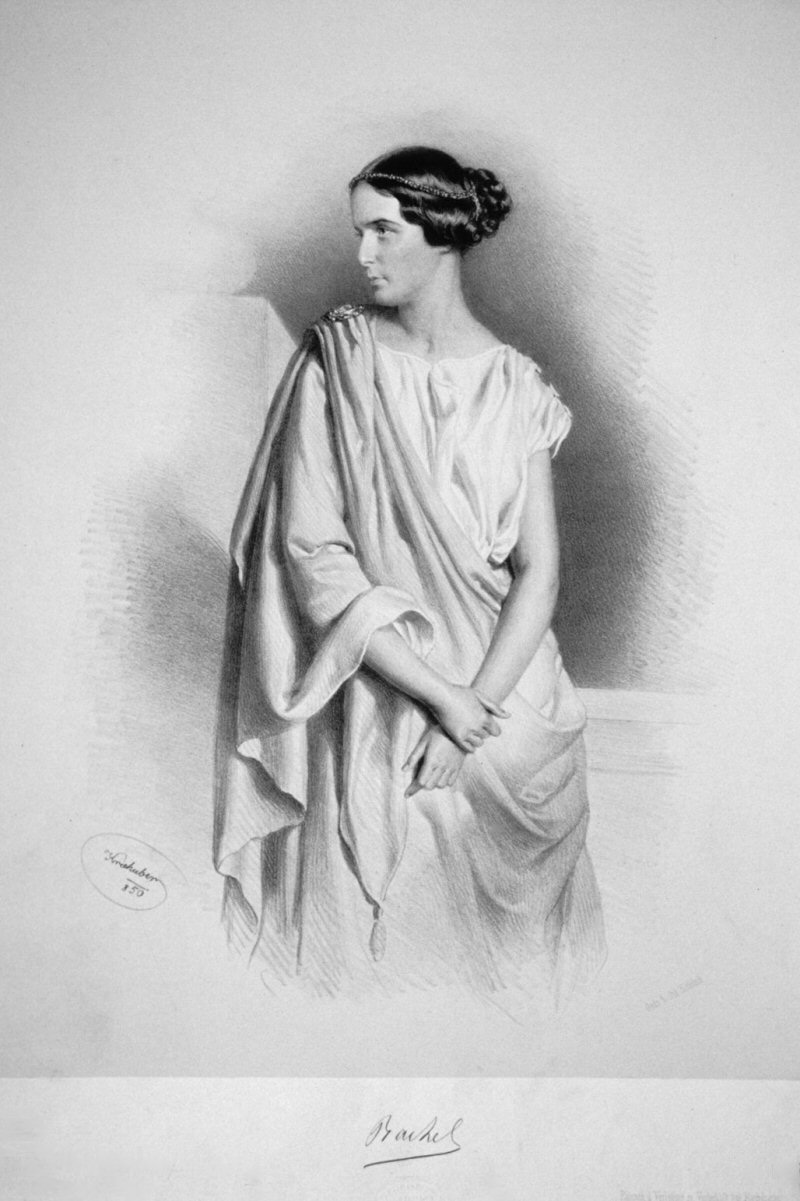
Rachel Félix, litografia Josepha Kriehubera, 1850

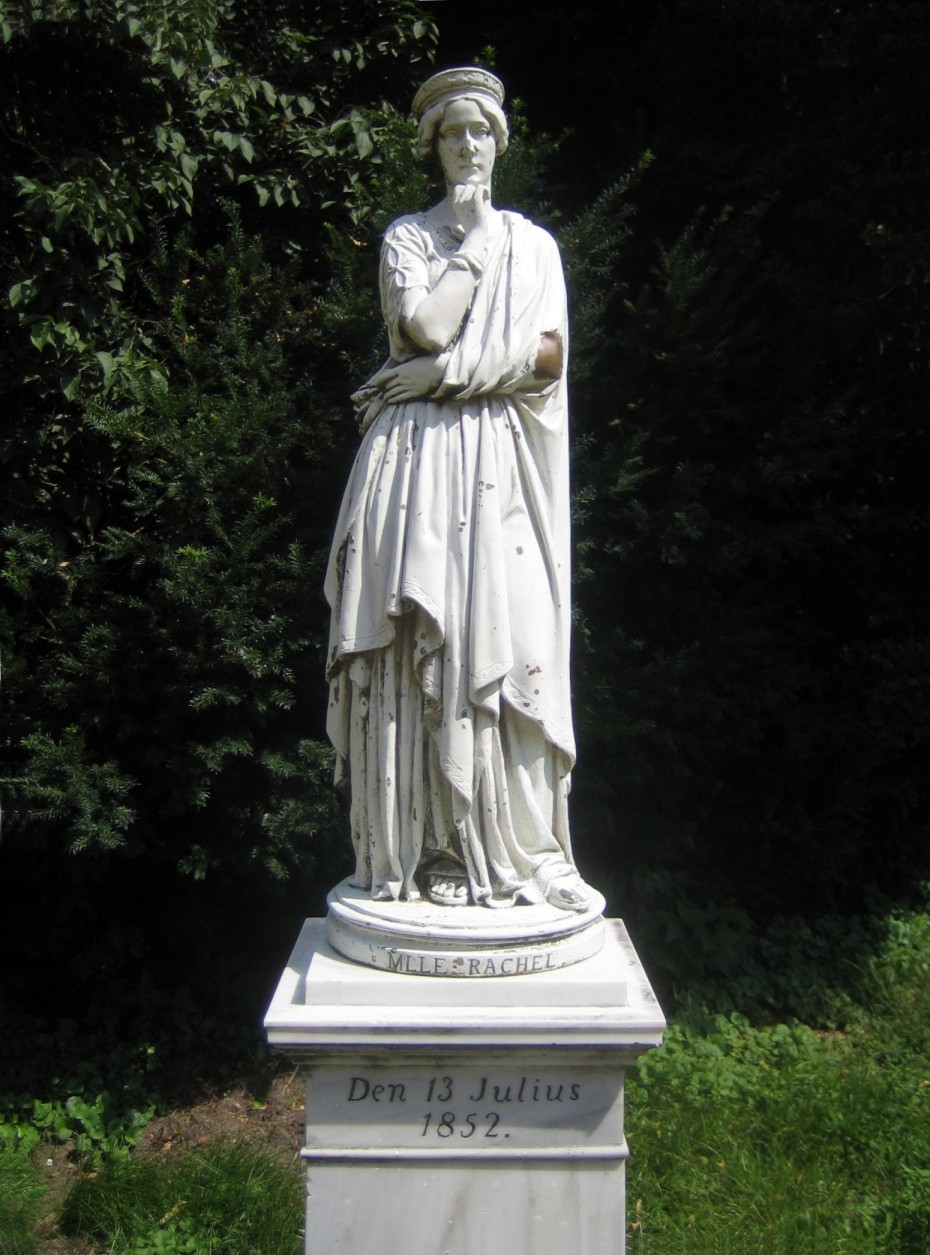
Posąg Racheli Félix

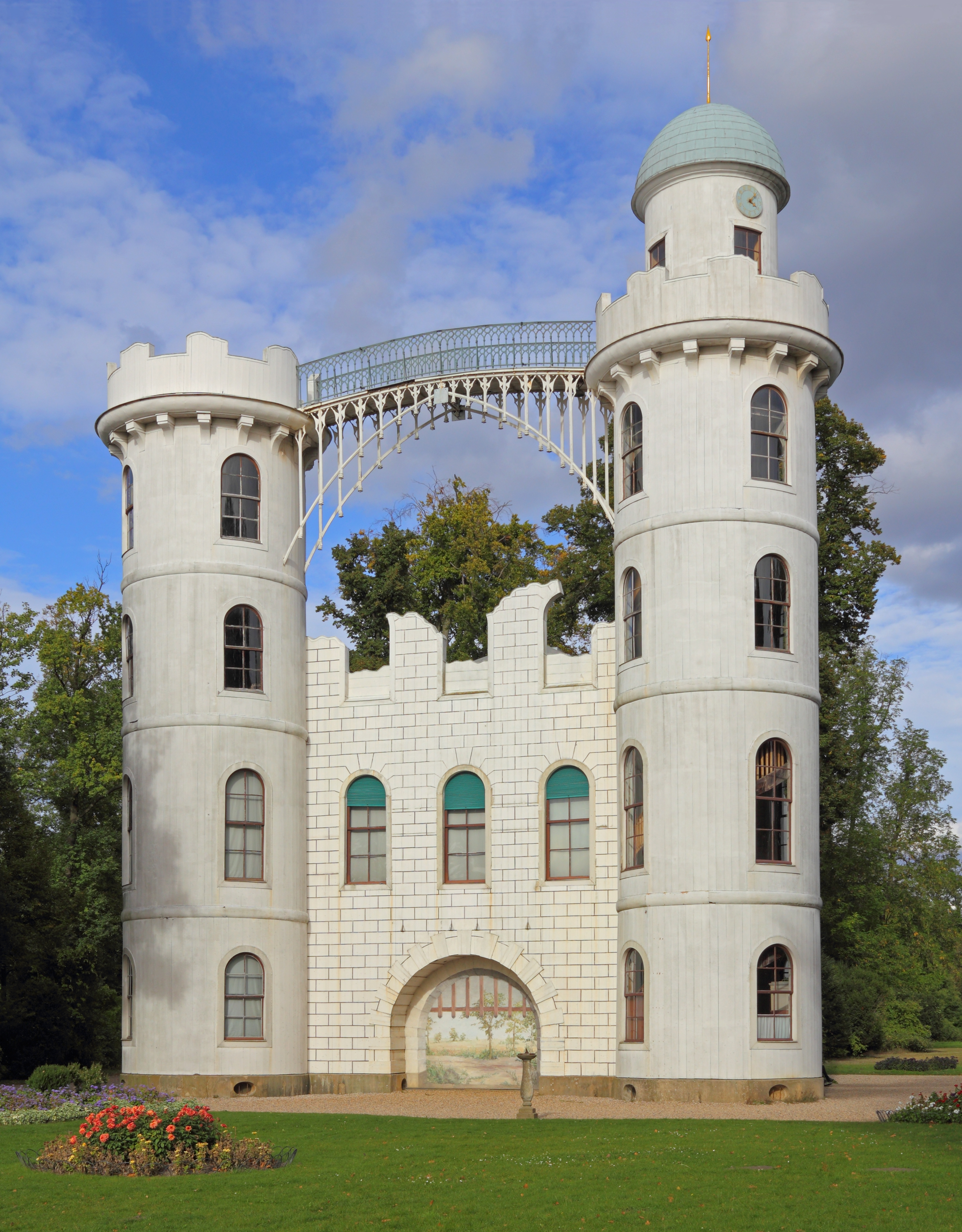
Pałac na Pawiej Wyspie

### Fryderyk Wilhelm IV
Następca Fryderyka Wilhelma III, Fryderyk Wilhelm IV, gościł na wyspie, przypływając tu latem na spacery.
W 1848 r. brat Fryderyka, książę Prus Wilhelm (późniejszy cesarz Niemiec), ukrywał się przez dwa dni na wyspie po bezwzględnym stłumieniu powstania w Berlinie (marzec 1848) poprzez ostrzelanie miasta kartaczami. Po czym za namową brata wyjechał do Londynu.
13 lipca 1852 w Poczdamie gościł car Mikołaj I. Na jego cześć król pragnął zorganizować na Pawiej Wyspie specjalny występ sławnej wówczas aktorki francuskiej Racheli Félix, która przebywała właśnie w Berlinie. Artystka długo nie była skłonna zgodzić się na występ na świeżym powietrzu, lecz wystąpiła w końcu z programem tekstów francuskiego dramaturga Jeana Racine. Argumentem, który ją ostatecznie przekonał, była możliwość otrzymania carskiego zaproszenia na występy do Rosji. Rachela nie była tam mile widziana, po tym jak w 1848 odśpiewała publicznie pieśń Marsylianki – hymn rewolucji francuskiej. Po udanym przedstawieniu Mikołaj I zaprosił aktorkę do Petersburga. Na pamiątkę występów na Pawiej Wyspie uczeń rzeźbiarza Christiana Daniela Raucha wykonał z marmuru posąg artystki, który stanął na wyspie w miejscu jej występów przed carem.

## Do 1945 roku
W II poł. XIX w. coraz mniej środków przeznaczano na utrzymanie wyspy, drastyczne cięcia objęły w szczególności te części ogrodu, które wymagały intensywnej pracy. Jeszcze w 1870 odnowiono rozarium, jednak inne obszary powoli ulegały degradacji.
Po I wojnie światowej wyspą zainteresował się sektor prywatny – planowano tu budowę osiedla willowego, szkoły z internatem, a nawet luksusowego sanatorium dla seniorów. Jednak żaden z tych planów nie został zrealizowany. Autorzy analizy flory i fauny na wyspie, przeprowadzonej w 1922, zarekomendowali objęcie tego miejsca ochroną. 28 lutego 1924 Pawia Wyspa stała się obszarem chronionym.
15 sierpnia 1936 narodowi socjaliści zorganizowali na wyspie tzw. włoską noc, by uczcić zakończenie letnich igrzysk olimpijskich w Berlinie. Za organizację uroczystości odpowiadał Goebbels, który zaprosił tysiąc prominentnych gości: członków rodów królewskich, dyplomatów, wysokich urzędników państwowych, członków Międzynarodowego Komitetu Olimpijskiego.
29 kwietnia 1945 na wyspie miały czekać w gotowości do startu dwa samoloty, którymi zamierzano wywieźć z oblężonego Berlina ważne dokumenty, m.in. testament Adolfa Hitlera oraz rozkazy dla armii generała Walthera Wencka, by przyszła na pomoc stolicy. Dokumenty zostały wyniesione z bunkra Hitlera i łodziami przewiezione na wyspę. Jednak dalsza próba wydostania ich poza strefę frontu nie powiodła się.

## Po 1945 roku
W 1990 r. Pawia Wyspa, jako jeden z kompleksów parkowo-pałacowych w Berlinie została wpisana na listę światowego dziedzictwa UNESCO.
Obecnie o pielęgnację i restaurację historycznych budowli oraz parku na wyspie troszczy się Fundacja Pruskie Pałace i Ogrody Berlin-Brandenburg (niem. Stiftung Preußische Schlösser und Gärten Berlin-Brandenburg).